# Mariana dos Países Baixos
Guilhermina Frederica Luísa Carlota Mariana dos Países Baixos (em holandês: Wilhelmina Frederica Louisa Charlotte Marianne; 9 de maio de 1810 - 29 de maio de 1883) foi um membro da Casa de Orange-Nassau e princesa dos Países Baixos por nascimento e princesa do Reino da Prússia por casamento.

## Família
Nascida em Berlim, foi a segunda filha do rei Guilherme I dos Países Baixos e da sua esposa, a princesa Guilhermina da Prússia. A sua irmã mais velha, Paulina, tinha morrido em 1806, muito antes do seu nascimento, por isso tornou-se na única filha dos seus pais a chegar à idade adulta. Os seus dois irmãos mais velhos eram o futuro rei Guilherme II e o príncipe Frederico dos Países Baixos. Outros dois irmãos foram nados-mortos.

## Casamento e descendência
No dia 14 de Setembro de 1830, Mariana casou-se em Haia com o seu primo direito, o príncipe Alberto da Prússia, quarto filho do irmão da sua mãe, o rei Frederico Guilherme III da Prússia. A união resultou em cinco filhos:
1. Frederica Luísa Guilhermina Mariana Carlota (21 de Junho de 1831 - 30 de Março de 1855), casou-se no dia 18 de Maio de 1850 com o futuro duque de Saxe-Meiningen, Jorge II.
2. Uma criança (4 de Dezembro de 1832). Era nado morto ou viveu apenas por algumas horas.[1]
3. Frederico Guilherme Nicolau Alberto (8 de Maio de 1837 - 13 de Setembro de 1906), casado com a princesa Maria de Saxe-Altemburgo.
4. Frederica Luísa Guilhermina Isabel (27 de Agosto de 1840 - 9 de Outubro de 1840).
5. Frederica Luísa Guilhermina Isabel Alexandrina (1 de Fevereiro de 1842 - 26 de Março de 1906), casou-se no dia 9 de Dezembro de 1865 com o duque Guilherme de Mecklemburgo-Schwerin.

## Vida posterior

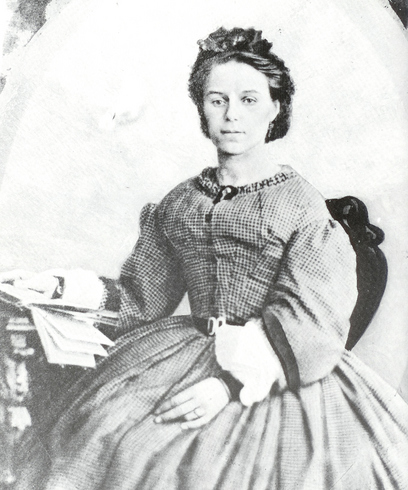
Mariana em 1850

Em 1845 deixou o seu marido infiel para começar a viver com o seu amante, o antigo cocheiro Johannes van Rossum. No dia 28 de Março de 1849, Mariana e Alberto divorciaram-se oficialmente. Sete meses depois, no dia 30 de Outubro, Mariana deu à luz o seu único filho com van Rossum em Cefalù, na Sicília, um rapaz chamado Johannes Wilhelm von Reinhartshausen. Depois disto, as cortes de Haia e Berlim cortaram todo o contacto com ela. Maria, Johannes e o filho passaram os anos seguintes entre a Itália e Erbach.
Em 1855, Mariana comprou o Castelo Reinhartshausen em Erbach. Sendo uma mulher invulgarmente progressista para o seu tempo, tornou Reinhartshausen num centro cultural do Reno. Mariana reconstruiu parte do castelo para o tornar num museu para a sua colecção pessoal de mais de 600 quadros. O museu ainda existe hoje em dia com o nome Festsäle. O castelo estava sempre pulsante com vários convidados e Mariana encorajava jovens artistas oferecendo-lhes alojamento. Entre os tesouros que sobreviveram até hoje encontram-se 180 quadros e 110 desenhos, incluindo aguarelas e guaches, bem como várias esculturas.
No dia de Natal de 1861, o seu filho Johannes Wilhelm morreu de pneumonia em Reinhartshausen com 12 anos de idade. Em sua memória, Mariana doou 60 000 florins aos habitantes de Erbacher para comprar um terreno onde seria construída uma igreja. Quando a igreja ficou pronta, o corpo de Johannes foi enterrado debaixo do altar. A igreja recebeu o nome de Johannes e ainda existe hoje em dia em Erbach.
Mariana viveu mais dez anos que o filho, tendo vindo a falecer no Castelo Reinhartshausen em Erbach vinte dias depois do seu 73.º aniversário. O seu corpo foi enterrado próximo do seu amante Johannes van Rossum e do filho de ambos.
O seu filho mais velho, o príncipe Alberto da Prússia, herdou as propriedades da mãe, incluindo o Castelo Reinhartshausen. Em 1940, o seu neto, o príncipe Frederico Henrique da Prússia, filho de Alberto, herdou a propriedade do pai. Hoje em dia o castelo é um hotel de cinco estrelas.

## Genealogia
| Mariana dos Países Baixos | Pai: Guilherme I dos Países Baixos | Avô paterno: Guilherme V, Príncipe de Orange    | Bisavô paterno: Guilherme IV, Príncipe de Orange   |
| Mariana dos Países Baixos | Pai: Guilherme I dos Países Baixos | Avô paterno: Guilherme V, Príncipe de Orange    | Bisavó paterna: Ana, Princesa Real                 |
| Mariana dos Países Baixos | Pai: Guilherme I dos Países Baixos | Avó paterna: Guilhermina da Prússia             | Bisavô paterno: Augusto Guilherme da Prússia       |
| Mariana dos Países Baixos | Pai: Guilherme I dos Países Baixos | Avó paterna: Guilhermina da Prússia             | Bisavó paterna: Luísa de Brunsvique-Volfembutel    |
| Mariana dos Países Baixos | Mãe: Guilhermina da Prússia        | Avô materno: Frederico Guilherme II da Prússia  | Bisavô materno: Augusto Guilherme da Prússia       |
| Mariana dos Países Baixos | Mãe: Guilhermina da Prússia        | Avô materno: Frederico Guilherme II da Prússia  | Bisavó materna: Luísa de Brunsvique-Volfembutel    |
| Mariana dos Países Baixos | Mãe: Guilhermina da Prússia        | Avó materna: Frederica Luísa de Hesse-Darmstadt | Bisavô materno: Luís IX, Conde de Hesse-Darmstadt  |
| Mariana dos Países Baixos | Mãe: Guilhermina da Prússia        | Avó materna: Frederica Luísa de Hesse-Darmstadt | Bisavó materna: Carolina do Palatinado-Zweibrücken |